# Portes Scées

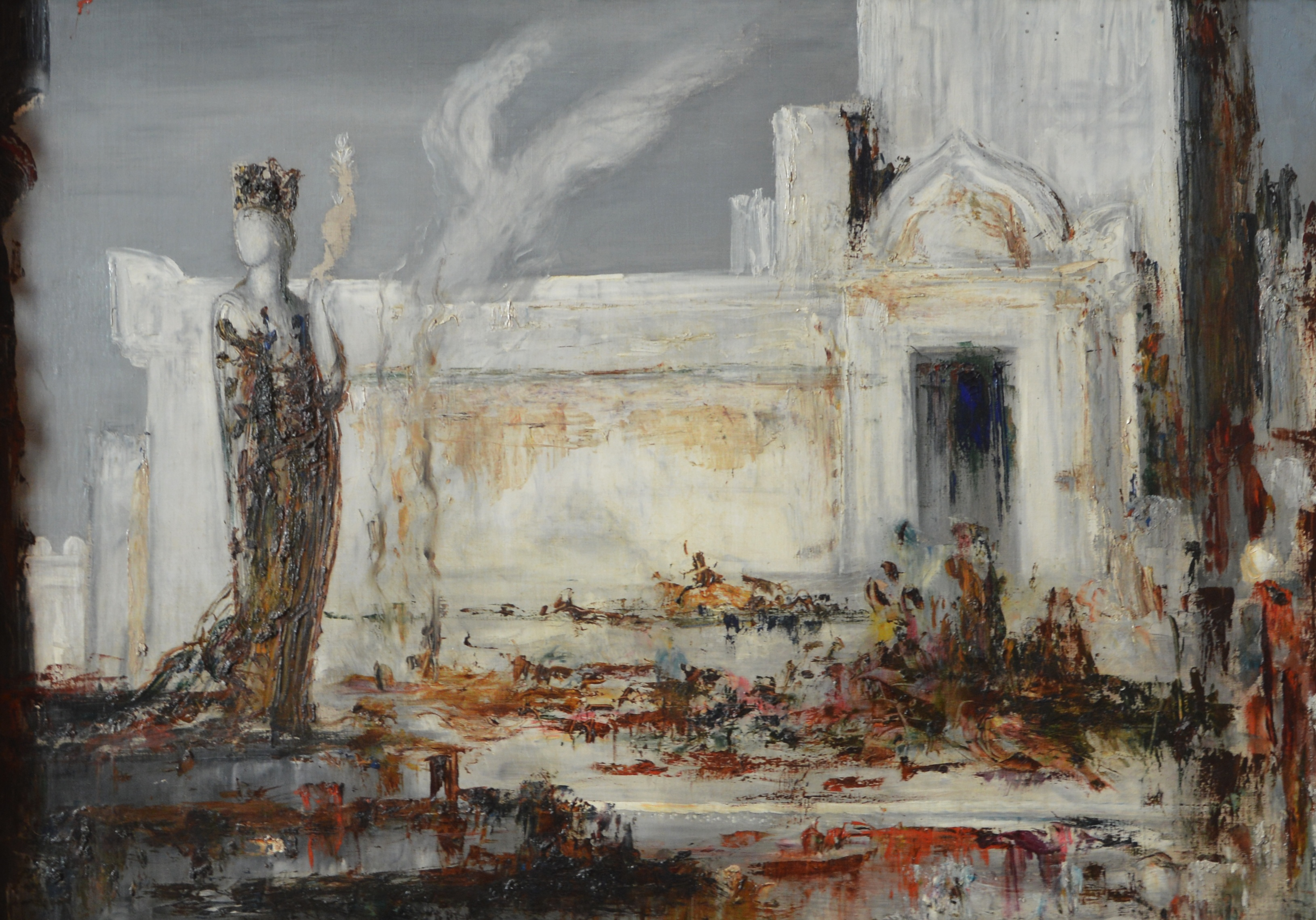
Hélène à la porte Scée, huile sur toile de Gustave Moreau, années 1880, musée Gustave-Moreau.

Les Portes Scées (en latin Portae Scaeae, en grec ancien Σκαιαί πύλαι, de σκαιός « occidental ») sont une double[réf. souhaitée] porte légendaire de l'enceinte de Troie. Elles permirent aux contingents grecs de pénétrer dans la ville après que le groupe de guerriers, réfugié dans le mythique cheval de bois et entré secrètement par ce stratagème, les eurent ouvertes depuis l'intérieur.
Parfois aussi associées selon les lectures aux noms Portes Dardaniennes, Portes Phrygiennes,.
C'est la seule porte vraiment mentionnée par Homère, elle serait située près du tombeau de l'ancien roi Laomédon (qui pour certains justifierait le vrai sens de leur nom)  et menait au camp des Grecs. Ce sont des portes susceptibles sans doute d'être fermées. Le poète en parle fréquemment, faisant d'elles une référence des mouvements des troupes troyennes ou grecques s'en approchant ou bien s'en éloignant à plusieurs reprises. Les portes donnent sur la plaine des combats que l'on rejoint par un chemin franchissant un bosquet de figuiers sauvages où Cilla et Laodicé ont perdu la vie et à proximité duquel se trouve le tombeau d'Ilos, le père de Laomédon,. Elles sont décrites comme l'ultime barrière et lieu de sécurité pour les Troyens qui s'y réfugient notamment près d'un chêne, et un mur infranchissable pour les assauts grecs, ces derniers n'y recevant que pluies de flèches. Le douteux auteur Darès de Phrygie témoigne que les portes portaient des représentations de têtes de cheval.
C'est possiblement par ce passage et par la ruse du cheval de Troie que les Grecs parviennent à pénétrer dans la ville. Dans l'Iliade, Homère fait des Portes Scées un lieu particulier où se figent des scènes fortes au cours des événements importants durant la guerre de Troie.
Ici, près du vieux roi Priam, se trouvent les sages comme Anténor et d'autres respectables princes troyens. Ce sont de beaux parleurs, ils parlent beaucoup entre eux parce leur âge les contraint à n'être que spectateurs des batailles et de la guerre.
Priam invite Hélène, pleine de beauté, à le rejoindre à ses côtés. Il lui témoigne son soutien, au contraire de nombreux autres Troyens, et vient la réconforter et lui dire qu'elle n'est pas la cause de la guerre bien qu'on l'entende souvent, mais que préférablement, lui-même en est l'unique raison. C'est ici, par-dessus les Portes Scées, qu'Hélène lui présente les chefs grecs que l'on voit au loin.
Priam franchit les portes avec Anténor, montés tous deux sur un char qui les conduit sur la plaine des combats afin d'assister et d'assurer le serment du sort du duel entre Alexandre et Ménélas.
C'est par ces portes que Priam reconduit le char portant le corps sans vie d'Hector qu'il est allé chercher dans le camp grec même, en priant Achille de le lui rendre. C'est Cassandre qui, à l'aube, aperçoit la première le chariot avant que la foule y vienne pleurer son prince. Andromaque et Hécube se jettent sur le char et embrassent la tête sans vie de celui qu'elles avaient aimé respectivement comme un époux et un fils.
Virgile place devant les portes Scées, Junon qui mène l'assaut contre la ville à la tête des Grecs. Le poète laisse entendre que les portes de la ville de Buthrote, qui a accueilli Énée durant son voyage, font penser aux Portes Scées de Troie.
Pour l'auteur comique latin Plaute, la destruction du linteau des Portes est une des trois conditions pour prendre la ville, ce que les Troyens font d'eux-mêmes pour pouvoir faire entrer le cheval de Troie dans la ville.

## Archéologie
Longtemps, on pensait que, si les Portes Scées avaient une réalité historique, elles se trouvaient dans l'un des accès ouverts des murs que l'on pouvait voir dans les ruines de Troie que l'on considérait, il y a encore peu, comme étant la trace de la ville dans son entier. L'ancien chef des fouilles du site, l'archéologue allemand Manfred Korfmann, notait que ces entrées étaient dépourvues de traces de systèmes de fermeture, contrairement à la description de l'Iliade, ce qui rendait peu crédible que l'une d'elles ait pu être les Portes Scées. En 2003, il rendit publique une étude d'analyse des sous-sols environnant les ruines et conduisit quelques fouilles qui révélèrent une ville de Troie beaucoup plus vaste que ce que l'on pensait ; les ruines existantes ne correspondent finalement qu'à une sorte de citadelle, de ville haute. On pense désormais que les Portes Scées se trouvent dans cette zone qui reste encore largement à explorer.

## Évocations dans les arts
- Hélène à la porte Scée, peinture de Gustave Moreau, huile sur toile 720 x 1000, 19e siècle, Musée Gustave Moreau.